# Hanan Ashrawi
Hanan Daoud Khalil Ashrawi (Arabisch: حنان داوود خليل عشراوي) (Ramallah, 8 oktober 1946) is een Palestijns politica en taalkundige.

## Biografie
Ashrawi is een anglicaans christen. Haar vader was arts en een van de oprichters van de Palestijnse Bevrijdingsorganisatie (PLO), waar zij ook deel van uitmaakt. Ashrawi studeerde in 1964 Engelse taal en letterkunde aan de Amerikaanse Universiteit van Beiroet en in 1970 filosofie aan de Universiteit van Virginia. In 1973 keerde ze naar Palestina terug en hielp mee met de oprichting van de faculteit Engels aan de Universiteit van Bir Zeit op de Westelijke Jordaanoever. Van 1973 tot 1978 en van 1981 tot 1984 was ze docent en rector van die faculteit. Tot 1995 bleef ze voor de faculteit werken. Naast haar werk als wetenschapper schreef ze ook diverse dichtbundels en korte verhalen over de Palestijnse cultuur. In 1975 trouwde ze met de fotograaf Emil Ashrawi met wie ze twee dochters kreeg.
Van 1990 tot 2020 was ze lid van het Uitvoerend Comité van de Palestijnse Bevrijdingsorganisatie (PLO).

#### Politica
Ashrawi's politieke activiteiten begonnen in 1974, het jaar waarin ze rector van de faculteit Engels aan de Universiteit van Bir Zeit was geworden. De universiteit leed onder het feit dat deze herhaaldelijk door de Israëlische autoriteiten gesloten werd. Binnen de universiteit richtte ze een mensenrechtencomité op dat het beleid van de Israëlische autoriteiten ten aanzien van de universiteit bestreed.
In 1988 werd Ashrawi lid van het Intifada Politiek Comité en lid van haar Diplomatieke Comité. Via de Intifada probeerden de Palestijnen een onafhankelijke staat te bewerkstelligen. Van 1991 tot 1993 was ze woordvoerster van de Palestijnse Delegatie tijdens de vredesbesprekingen van Madrid tussen Israël en verscheidene landen in het Midden-Oosten. Hierdoor werd zij ook bij het Westers publiek bekend. In 1993 was ze medeonderhandelaar bij de Oslo-akkoorden.
Sinds 1994 - de tijd van de Oslo-akkoorden - is Ashrawi lid van het Comité voor de Voorbereiding van een Onafhankelijke Palestijnse Staat. In 1996 werd ze ook in de Palestijnse Wetgevende Raad gekozen voor het kiesdistrict Jeruzalem. In hetzelfde jaar werd ze minister van Hoger Onderwijs. In 1998 trad ze als minister af uit protest tegen de corruptie binnen het Palestijnse bestuur.
In 1998 richtte Ashrawi de MIFTAH op, het Palestijnse Initiatief voor een Algemene Dialoog en Democratie. De MIFTAH streeft naar een vreedzame beëindiging van de Israëlische bezetting van de Palestijnse gebieden. Ashrawi wil een einde aan de militaire bezetting om humanitaire redenen, en niet zo zeer om ideologische of historische redenen. De MIFTAH zet zich ook in voor de mensenrechten en de verbreiding van democratie binnen de Palestijnse Autoriteit. In 2010 sprak Ashrawi zich uit tegen de blokkade van de Gazastrook en vond ze dat Midden-Oostengezant Tony Blair te veel op de hand was van Israël.
Op 23 december 2016 uitte ze hevige kritiek op de regering van Benjamin Netanyahu, die ondanks de veroordeling door de V.N.-Veiligheidsraad van de bouw van Israëlische nederzettingen op de Palestijnse Westelijke Jordaanoever, aankondigde door te gaan met het bouwen van nederzettingen. In een interview op CNN gaf ze af op de regering van Netanyahu en noemde die "de meest racistische, hardelijn-extremistisch gewelddadige regering in de geschiedenis, die een hele natie tot slaaf wil maken en behandelt als een lagere menssoort." Op de vraag of de Palestijnse Autoriteit Israël zou erkennen als een Joods Staat antwoordde ze dat ze noch Islamitische staten, noch christelijke staten, noch Joodse staten erkent. Een staat is een staat voor al zijn burgers; die moet democratisch, inclusief, tolerant, en oprecht representatief zijn voor al zijn inwoners.
Op 30 maart 2018, de 42ste Palestijnse landdag begon langs de grens van de Gazastrook de protestmars, de 'Great March of Return'. Hanan Ashrawi als Uitvoerend Comitélid van de Palestijnse Bevrijdingsorganisatie PLO, verklaarde dat de Palestijnen in heel historisch Palestina sinds de eerste landdag nog steeds lijden onder armoede, deportaties en ontmenselijking door derechtse extremistische Israëlische regering die ongestraft doorgaat met zijn onrechtmatige politiek, met draconische maatregelen en verlenging van de militaire bezetting, en zijn Palestijnse burgers hun basis- en fundamentele rechten als burgers van Israël onthoudt. Ze prees de moed en veerkracht van het Palestijnse volk ten overstaan van Israëls racisme, kolonialisme en geweld, en dat ze zouden volharden in de strijd voor vrijheid, rechten en waardigheid.
Op 13 mei 2019 maakte zij via twitter bekend dat haar een visum voor de Verenigde Staten geweigerd was en dat het State Department daar geen reden voor had opgegeven. Zij kon zodoende haar familie (kleinkinderen) daar niet bezoeken.
December 2020 maakte ze bekend dat ze haar ontslag had aangeboden (als lid van het Uitvoerend Comité van de PLO) aan Mahmoud Abbas van de Palestijnse Nationale Autoriteit. Dit was door hem aanvaard. Een belangrijke reden voor haar ontslagaanvraag was het gebrek aan democratie binnen Palestijnse politieke instituties. Volgens haar ontbreekt de politieke wil tot hervormingen. Het feit dat er maar geen verkiezingen worden gehouden (Ashrawi zegt dat bezetter Israël die zeer zou bemoeilijken, maar toch...) is daarvan een duidelijk teken. Het is hoognodig dat nieuwe, jongere generaties (mannen én vrouwen) aan bod komen. Over Abbas: als je zo lang aan de macht blijft leidt dat tot "fossilisering". Over Hamas : 1) Westerse politici hebben het altijd over de gewelddadige Hamas. Maar wie heeft het over het dagelijkse geweld tegen ons volk van de kant van onze bezetter Israël? 2) Hamas is veel dichter bij de PLO gekomen. Zij zijn nu voor een Tweestatenoplossing.

## Interviews
Op 16 december 2020 werd zij (live op TV) geïnterviewd door Christiane Amanpour van de Amerikaanse tv-zender CNN: "Palestinians have a right to their freedom, Israel must recognize that Palestinians have equal rights"..
In een interview op 26 oktober 2023 over de oorlog van Israël tegen Hamas gaf Hanan Ashrawi haar mening. Volgens haar leidt het doel van de Israëlische regering om Hamas te vernietigen ertoe dat meer dan minder mensen worden geradicaliseerd, en dat er om meer wraak wordt gevraagd. Ze beschouwt de Verenigde Staten als een 'partner in crime' van Israël, een staat die zich schuldig maakt aan slachtingen, etnische zuivering en genocide. Pogingen om de Palestijnen zonder hun instemming een Hamas-loos bestuur op te leggen vindt ze gedoemd om te mislukken.

## Onderscheidingen
In 2002 ontving Ashrawi de Olof Palme-prijs
In 2003 kreeg Ashrawi de Sydney Vredesprijs. Dit riep verzet op van Israëlische academici die er een wereldwijde petitie tegen organiseerden. Lange tijd daarna kreeg ze nog vijandige telefoontjes en haat-post, maar ook bijval. Op de radio werden luisteraars uitgenodigd om hun standpunt hierover te melden.